# Grand séminaire de Montréal
Pour les articles homonymes, voir GSM.
Le Grand Séminaire de Montréal (GSM) est le centre de formation sacerdotale du diocèse de Montréal jusqu'en 2020, date à laquelle une nouvelle corporation a été fondée, le Grand Séminaire de l'Archidiocèse de Montréal (GSAM). Ce faisant, le GSAM a acquis sa pleine autonomie de gestion et financière, une responsabilité qui incombait autrefois à la Compagnie des prêtres de Saint-Sulpice.
Fondé en 1840 par les sulpiciens sur demande de Mgr Ignace Bourget, a accueilli plusieurs séminaristes provenant du Canada  et des États-Unis. Depuis 2020, c'est le GSAM qui accueille les séminaristes.
Le GSAM a déménagé en août 2020 dans un nouvel édifice situé au 6895 rue Boyer, dans la paroisse Saint-Arsène, dans le quartier Rosemont–La Petite-Patrie. Le Grand Séminaire de l'Archidiocèse de Montréal offre aux futurs prêtres et diacres permanents une formation actualisée aux enjeux de la société actuelle, grâce à un partenariat avec la Faculté de théologie et de sciences religieuses de l'Université Laval. Des cours menant au certificat et au baccalauréat en théologie sont également offerts aux laïques et laïcs intéressés par ces disciplines.[pertinence contestée]

## Histoire
Fondée en France en 1641 par Jean-Jacques Olier, la Compagnie des prêtres de Saint-Sulpice au Québec envoie à Montréal en 1657 quatre sulpiciens qui prennent la relève des pères jésuites et assurent le ministère de la ville naissante, une mission, nommée le Fort de la Montagne, une ancienne place fortifiée où les amérindien pouvaient se réfugier en cas de danger. La Compagnie prend en charge dans les années 1680-1690, la mission qui regroupa des Algonquins, des Iroquois, des Hurons, des Népissingues, des Loups, des Panis. Les familles formaient une communauté qui comprenait entre 200 et 220 personnes.

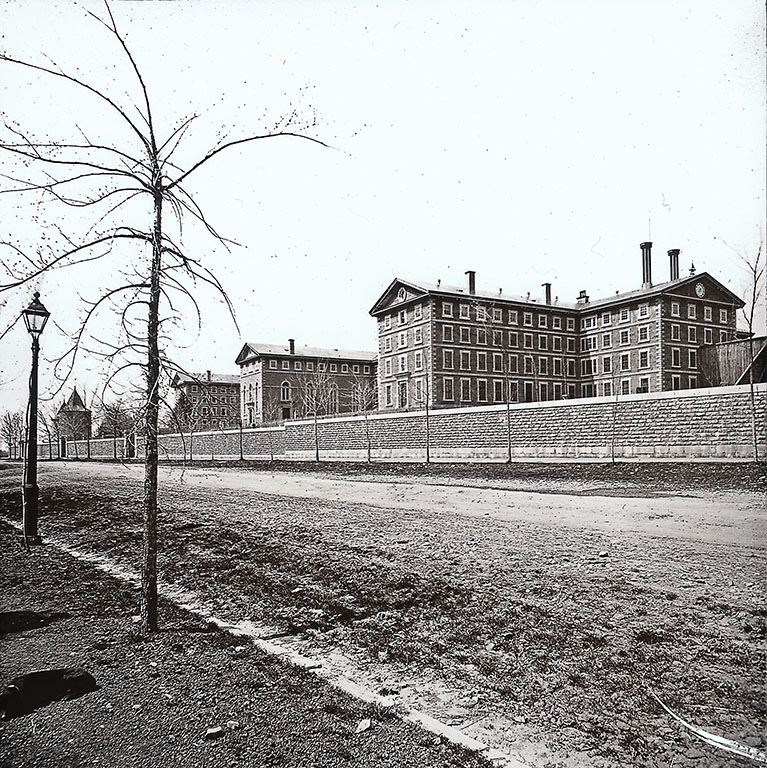
Le Grand Séminaire vers 1871

Lorsqu'en 1840, les sulpiciens acceptent, à la demande de Mgr Bourget, d'assurer la formation des séminaristes du diocèse de Montréal, ils les accueillent d'abord à l'ancien collège de la rue Saint-Paul. Puis, ils envisagent de construire un vaste bâtiment à l'emplacement du fort de la Montagne.
L'architecte John Ostell dessine les plans de l'édifice, en forme de U, qui est construit entre 1854 et 1857. De l'ancien fort, on a conservé les deux tours du sud.
L'édifice est agrandi vers l'Est, entre 1867 et 1871, pour accueillir le Collège de Montréal.
En 1878, la faculté de théologie s'installe dans le grand séminaire après avoir été rattachée à l'Université Laval. L'un de ses premiers directeurs est le père Louis-Frédéric Colin. Elle reçoit un statut canonique en 1925.
En 1967, l'enseignement théologique du séminaire est transféré à l'Université de Montréal. En 1969, il commence à former des aînés. Il reçoit son affiliation à l'Université pontificale du Latran en 1979.
Mgr Pietro Rossano, de la congrégation pour l'éducation catholique, érige le centre de formation en institut en 1989. En 1994, il devient affilié à l'Association of Theological Schools in the United States and Canada.

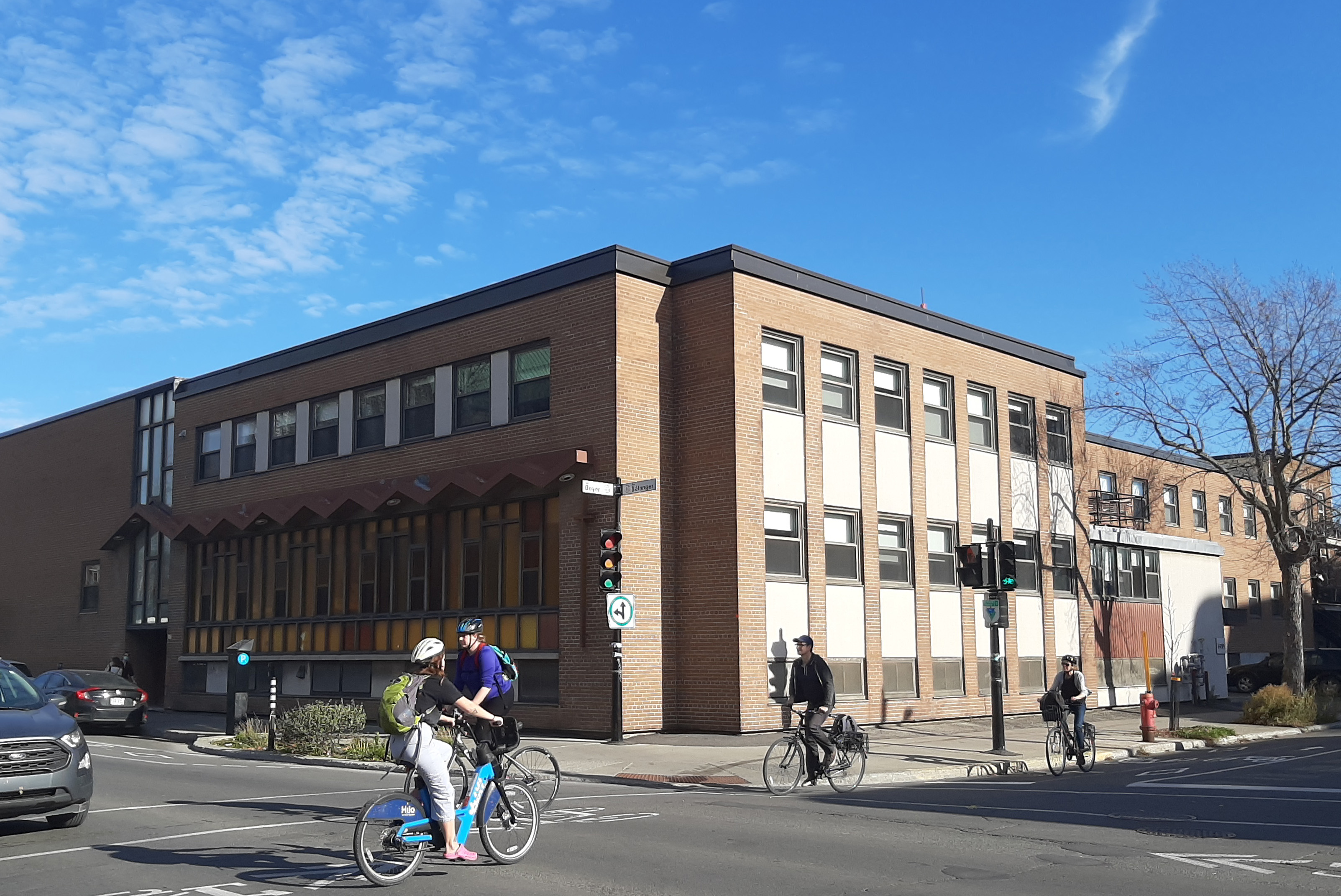
Grand Séminaire de l'Archidiocèse de Montréal, depuis 2020.

Depuis 2020, le nouveau Grand Séminaire de l'Archidiocèse de Montréal est situé dans le quartier  La Petite-Patrie, dans l'ancien couvent des Sœurs des saints Noms de Jésus et de Marie. Il s'agit du troisième emplacement de son histoire.

## Supérieurs du Grand Séminaire de Montréal
- M. Pierre-Louis Billaudèle, p.s.s. (1840-1846)
- M. Joseph-Alexandre Baile, p.s.s. (1846-1866)
- M. Jean-Baptiste Larue, p.s.s. (1866-1871)
- M. Jean-Claude Delavigne, p.s.s. (1871-1872)
- M. Louis-Frédéric Colin, p.s.s. (1872-1881)
- M. Charles Lecoq, p.s.s. (1881-1903)
- M. Ferdinand-Louis Lelandais, p.s.s. (1903-1918)
- M. Pierre-Albert Urique, p.s.s. (1918-1924)
- M. Étienne Dorvaux, p.s.s. (1924-1927)
- M. Émile Yelle, p.s.s. (1927-1933)
- M. Rosario Lesieur, p.s.s. (1933-1943)
- M. Henri Garrouteigt, p.s.s. (1943-1944)
- M. Auguste Ferland, p.s.s. (1944-1949)
- M. Roland Fournier, p.s.s. (1949-1956)
- M. Fernand Paradis, p.s.s. (1956-1965)
- M. Ivanhoé Poirier, p.s.s. (1965-1968)
- M. Roland Dorris, p.s.s. (1968-1970)
- M. Charles Granche, p.s.s. (1970-1973)
- M. Robert Robidoux, p.s.s. (1973-1975)
- M. Raymond Gauthier, p.s.s. (1975-1981)
- M. Louis-Paul Gauvreau, p.s.s. (1981-1987)
- M. Lionel Gendron, p.s.s. (1987-1990)
- M. Marc Ouellet, p.s.s. (1990-1994)
- M. Guy Guindon, PSS (2018-...)

## Anciens élèves et professeurs notoires
- Joseph-Alfred Archambeault, évêque de Joliette
- Georges Cabana, évêque de Sherbrooke
- Armand-François-Marie de Charbonnel, évêque de Toronto
- Gérard-Marie Coderre, évêque de Saint-Jean—Longueuil
- Philippe Desranleau, évêque de Sherbrooke
- Louis Dicaire, évêque auxiliaire de Saint-Jean—Longueuil
- Pascal Lajoie, viatorien
- Anselme Longpré, théologien
- Olivier Maurault, recteur de l'Université de Montréal
- Marc Ouellet, évêque de Québec
- Marcel-François Richard, éducateur
- Jean-Claude Turcotte, évêque de Montréal

## Ancien Grand Séminaire

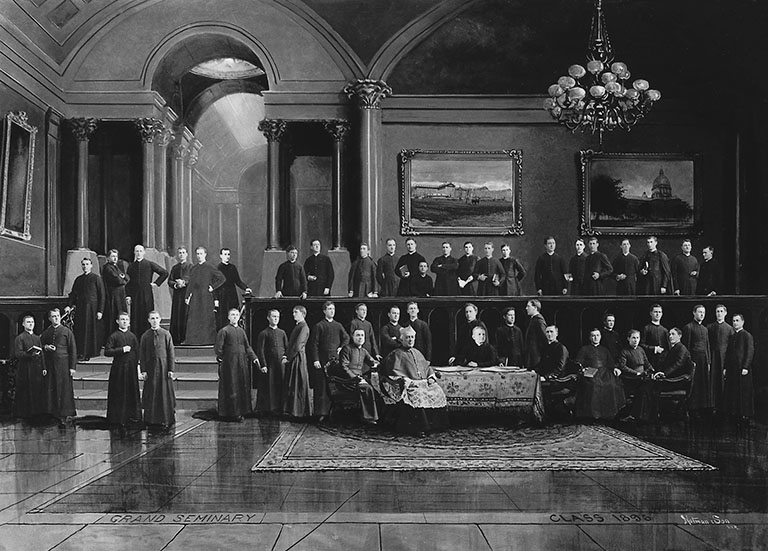
Classe du Grand Séminaire en 1896, photographie composite
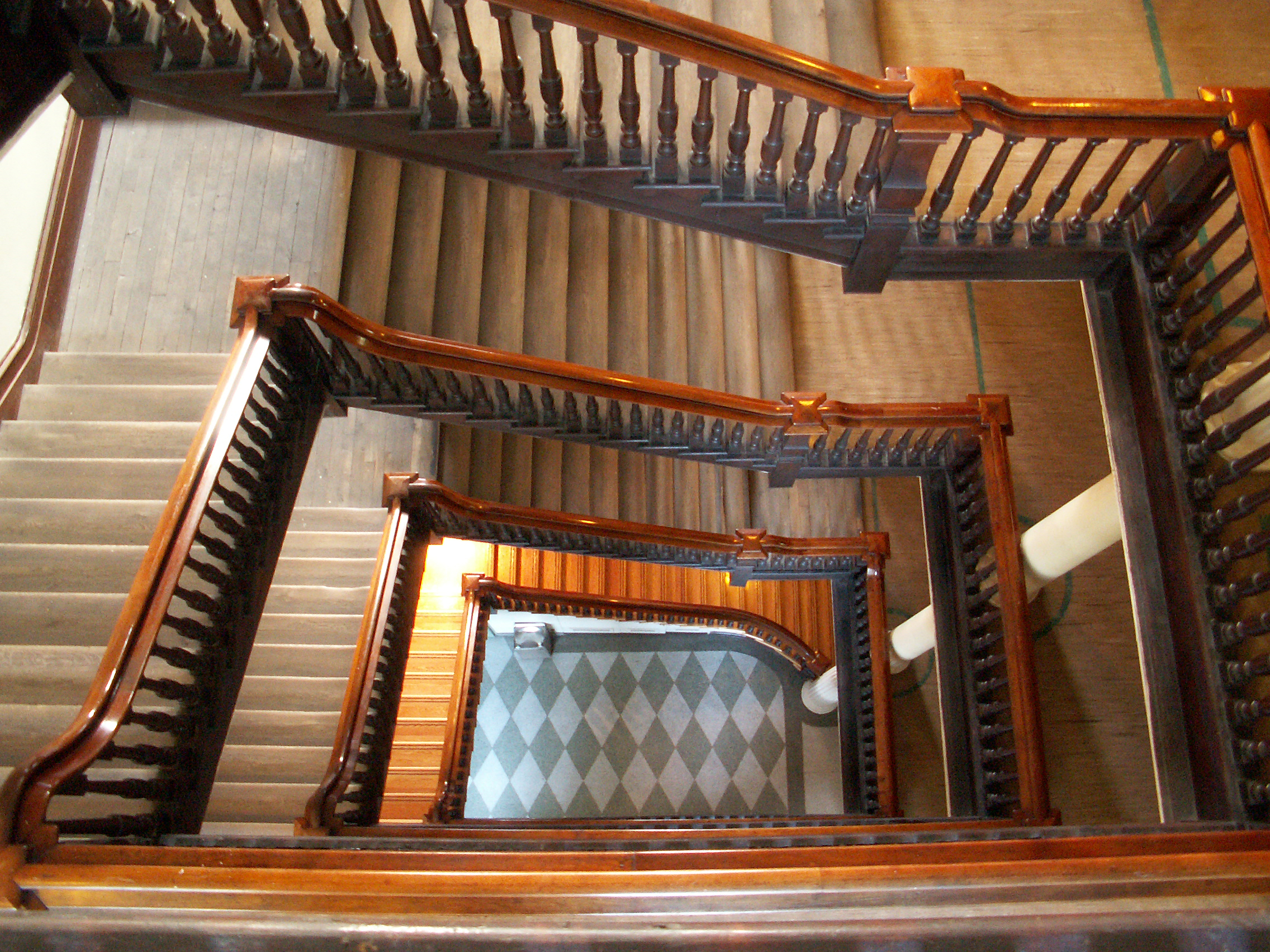
Escalier principal
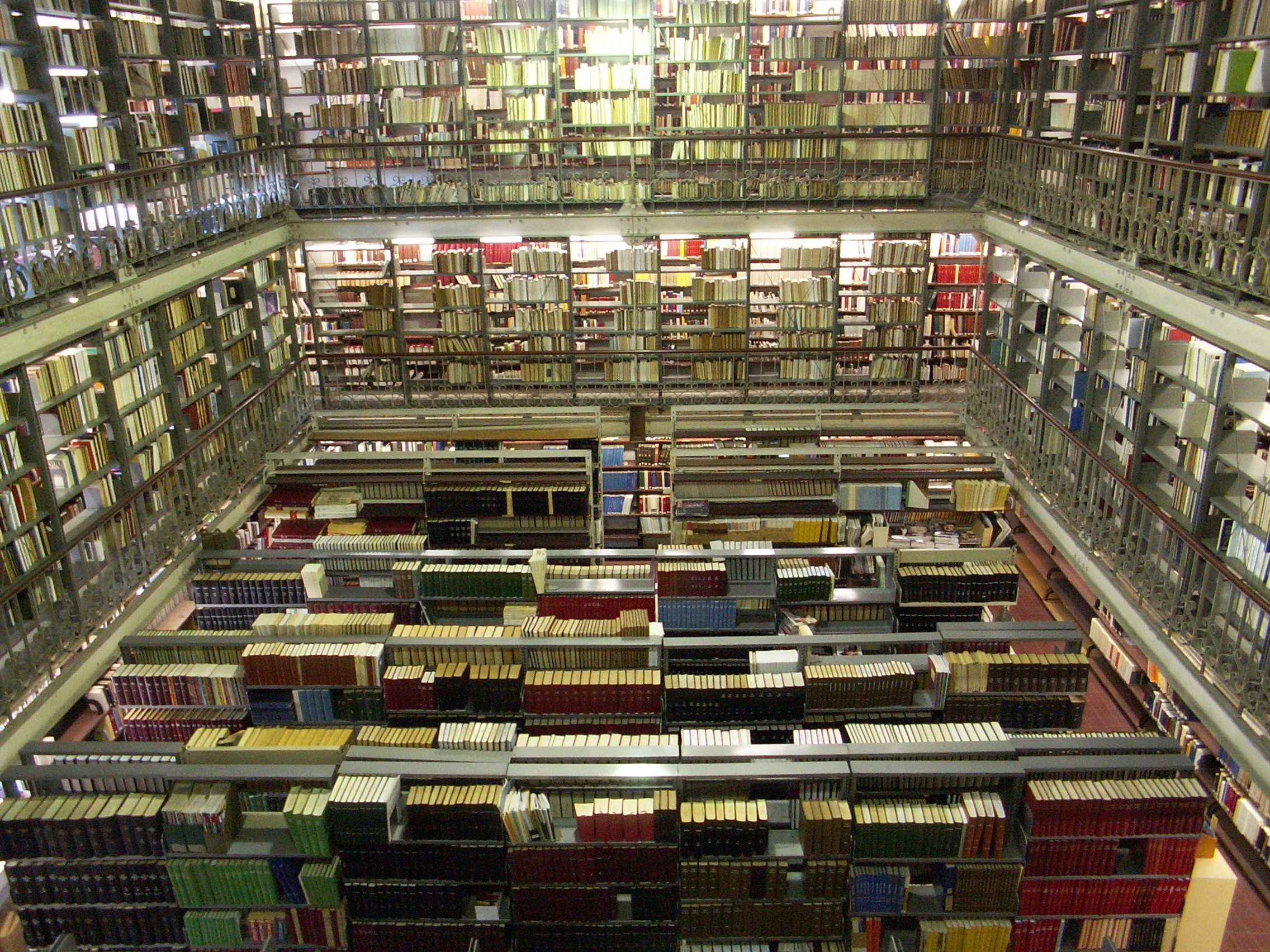
Bibliothèque
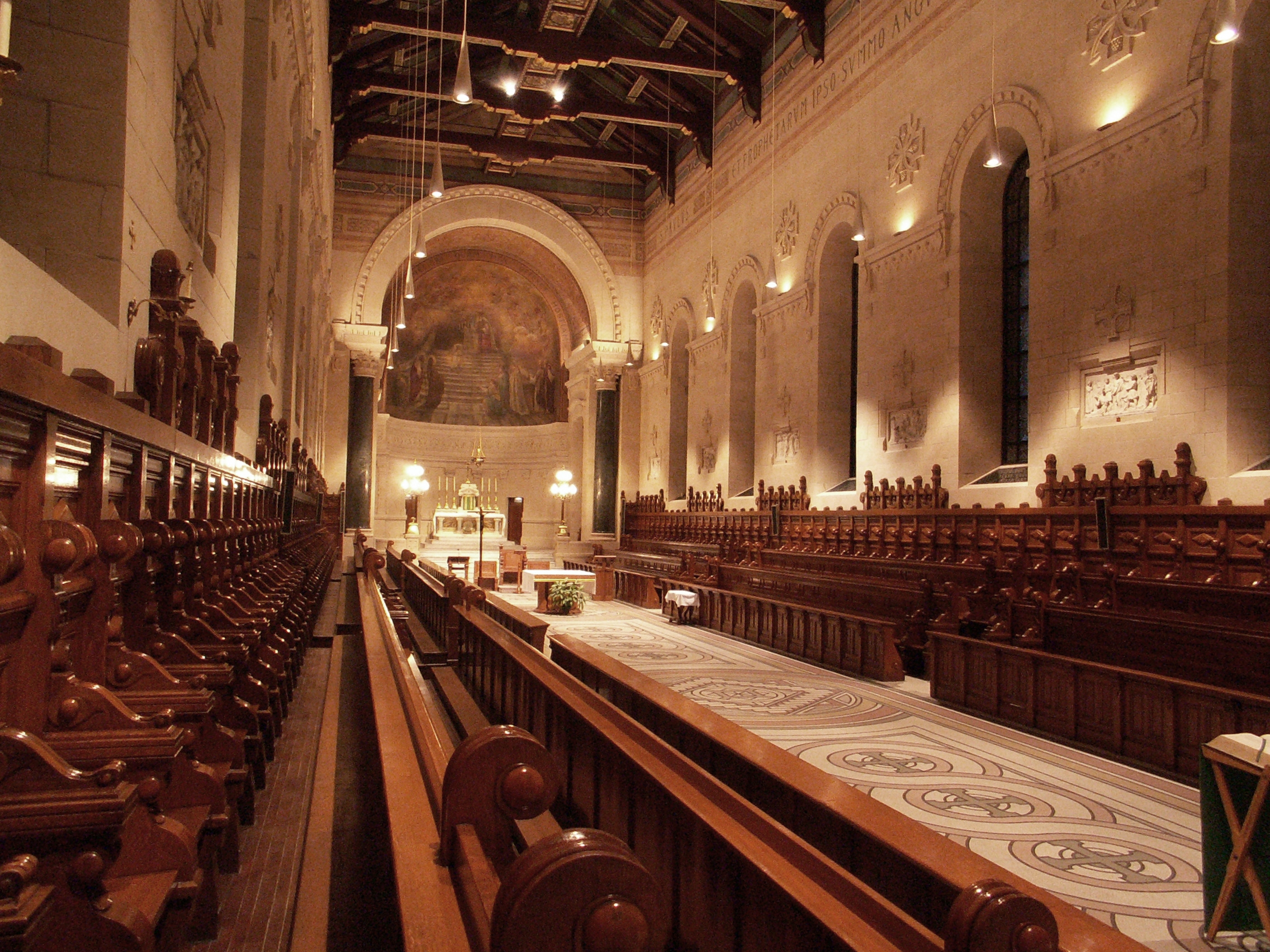
Chapelle